# Wien Nußdorf
Wien Nußdorf egy ausztriai vasútállomás Bécs 19. kerületében, Döblingben.

## Forgalom
| Vonal | Útvonal |
| ----- | --- |
| S40   | Wien Franz-Josefs-Bahnhof – Wien Spittelau – Wien Heiligenstadt – Wien Nußdorf – Klosterneuburg-Kierling – Tulln – Tullnerfeld – Herzogenburg – St. Pölten Hbf |

## Megközelítése közösségi közlekedéssel
- Villamos:  D
- Éjszakai autóbusz:  N36